# Tone (Ibaraki)
Tone (jap. 利根町 Tone-machi) – miasto w Japonii, na wyspie Honsiu, w prefekturze Ibaraki. Według danych na rok 2020 miejscowość zamieszkiwało 15 340 mieszkańców , a gęstość zaludnienia wyniosła 617,1 os./km².